# Considia walkeri
Considia walkeri är en insektsart som beskrevs av Metcalf 1961. Considia walkeri ingår i släktet Considia och familjen spottstritar. Inga underarter finns listade i Catalogue of Life.